# Iriomote-Katze

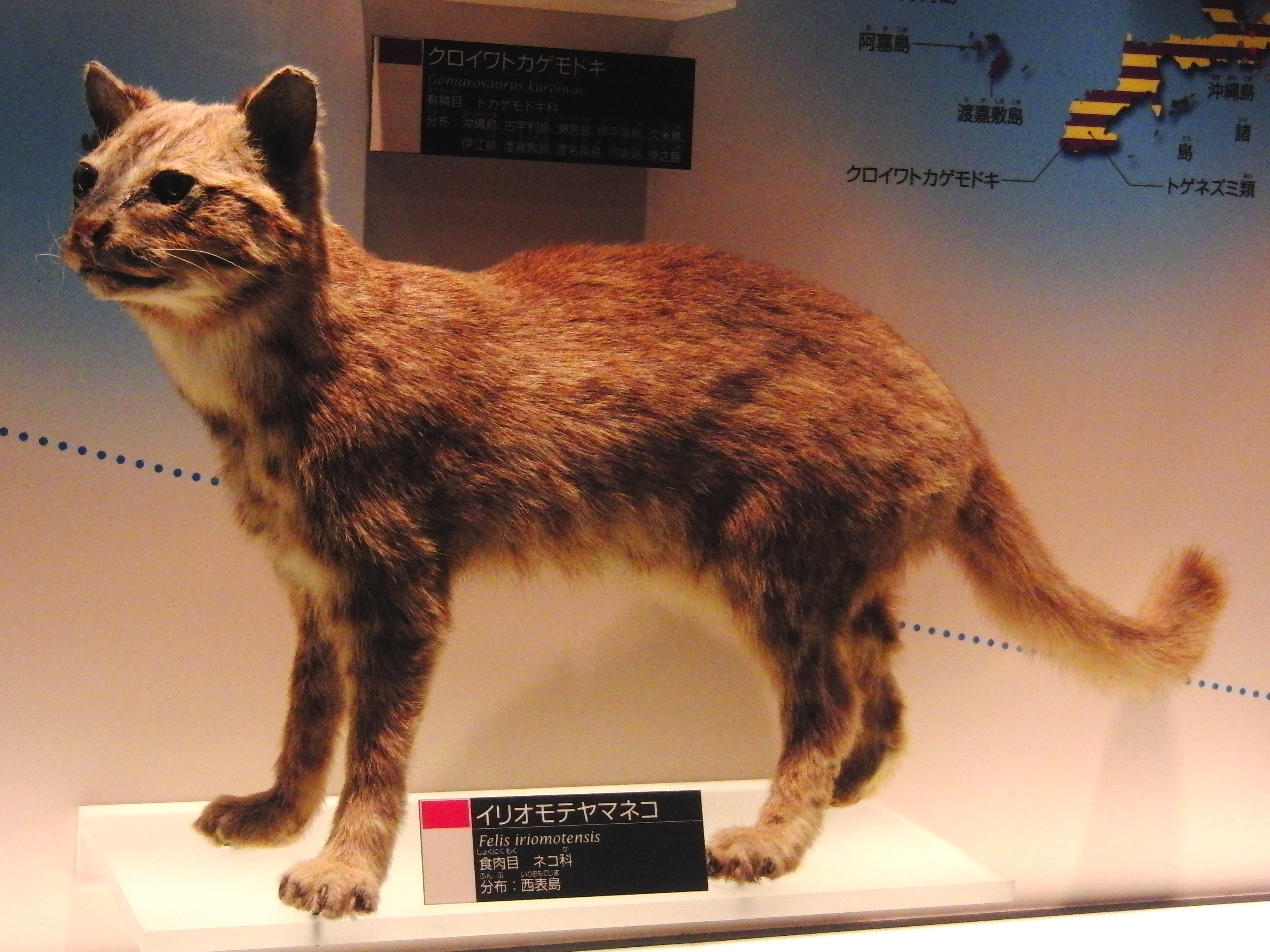
Iriomote-Katze, Präparat im Nationalmuseum der Naturwissenschaften in Tokio.

Die Iriomote-Katze ist eine wilde Katze, die auf der japanischen Insel Iriomote, der südlichsten der Ryūkyū-Inseln, heimisch ist. Im regionalen Dialekt wird sie Yamamayā („Bergkatze, Wildkatze“), Yamapikaryā („Funkelndes Etwas der Berge“) oder Pingīmayā („geflohene Katze“) genannt. Nach einer wechselvollen taxonomischen Geschichte wird die Iriomote-Katze heute nur noch als Inselpopulation der Bengalkatze (Prionailurus bengalensis) angesehen.

## Merkmale
Iriomote-Katzen haben dunkelbraunes langhaariges Fell mit horizontalen Streifen von dunkleren undeutlichen Flecken. Sie haben einen relativ lang gestreckten Körper mit kurzen Gliedmaßen und kurzem Schwanz von etwa 19 cm. Männchen wiegen im Durchschnitt 4,2±0,5 kg, und Katzen 3,2±0,3 kg.
Von der Größe her sind sie mit Hauskatzen vergleichbar: die Kopf-Rumpf-Länge beträgt rund 60 cm. Die Ohren sind klein und abgerundet mit einem weißen Fleck auf der Rückseite.

## Verbreitung und Habitat

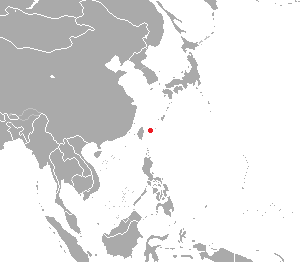
Verbreitungsgebiet

Iriomote-Katzen kommen nur auf der Insel Iriomote vor, die am südlichen Ende der Ryūkyū-Inselkette liegt, einer Inselgruppe, die sich von Kyūshū bis nach Taiwan erstreckt. Iriomote besteht hauptsächlich aus 300–400 m hohen Hügeln, die mit subtropischem immergrünem Laubwald bedeckt sind, und ausgedehnten Gürteln von Mangroven entlang der Wasserstraßen. Iriomote-Katzen leben vorwiegend in den Küstengebieten in der Nähe von Siedlungen, aber weniger in den geschützten Bergwäldern im Inneren der Insel. Die Mangrovenwälder und bewaldeten Sumpfgebiete in den Küstengebieten weisen eine größere Artenvielfalt auf und scheinen wegen ihres größeren Beutespektrums geeignetere Habitate darzustellen als die höher gelegenen Areale im Innern der Insel.

## Lebensweise
Iriomote-Katzen sind Einzelgänger und generell in der Dämmerung und in den frühen Nachtstunden aktiv, wenn auch ihre Beutetiere aktiv werden. Kater sind vorwiegend in der Morgendämmerung und nach Sonnenuntergang aktiv. Katzen sind außerdem um Mitternacht und auch dann um die Mittagszeit aktiv, wenn sie Junge haben. Sie ruhen in Baumhöhlen, Ästen oder Felsspalten.
In den nördlichen Waldbeständen der Insel haben Kuder größere Reviere als Katzen, die Reviere von mehreren Katzen einschließen. In diesen geeigneten Habitaten sind Reviere von Kudern etwa 3 km² groß, die der Katzen im Durchschnitt 1,75 km². Nach Untersuchungen, die in einem weniger bewaldeten Standort an der Westküste durchgeführt wurden, war das Revier des Kuders nur zwischen 0,83 km² und 1,65 km² groß, das der residenten Katze dagegen etwas größer, nämlich zwischen 0,76 km² und 1,84 km² groß. Die Reviere beider Individuen üpperlappten sich zum großen Teil.

### Ernährung
Iriomote-Katzen ernähren sich von Insekten, Reptilien, Amphibien, in Wassernähe lebenden Vögeln und kleinen Säugetieren. Ende der 1980er Jahre untersuchten Biologen das Nahrungsverhalten von Iriomote-Katzen anhand von Kotproben, die sie monatlich sammelten. Sie fanden heraus, dass Iriomote-Katzen mehr Echsen und Frösche fressen als Säugetiere und Vögel und sich vorwiegend von Skinken ernähren.

### Fortpflanzung
Iriomote-Katzen paaren sich vorwiegend zwischen Februar und März. Nach einer Tragzeit von etwa 60 Tagen bringen Katzen zwischen April und Juni ein, seltener zwei Jungtiere zur Welt, die sie für zwei bis drei Monate säugen. Nach frühestens 4 Monaten trennen sich die Jungtiere langsam von ihrer Mutter. Im Alter von etwa acht Monaten erreichen sie Geschlechtsreife. Die Lebenserwartung wird auf rund zehn Jahre geschätzt.

## Taxonomische Geschichte
Seit ihrer Entdeckung in den 1960er Jahren war der taxonomische Status der Iriomote-Katzen umstritten.
Im Jahr 1967 wurde sie als eigenständige Art und Gattung beschrieben, Mayailurus iriomotensis. Später wurde sie der Gattung Prionailurus zugeordnet. In den 1990er Jahren durchgeführte mtDNA-Analysen deuten darauf hin, dass die Population dieser japanischen Wildkatze als Unterart der Bengalkatze (Prionailurus bengalensis) zu bewerten ist. Nach der Publikation dieser Analysen klassifizierten die für die Iriomote-Katze verantwortlichen Gutachter der IUCN sie ab 1994 als Prionailurus bengalensis iriomotensis. Paul Leyhausen untersuchte mit seinen Mitarbeitern in den 1990er Jahren Schädel von Bengalkatzen und Iriomote-Katzen. Er kam zu dem Ergebnis, dass die Proportion von Schädeln eindeutig die enge Verwandtschaft der Iriomote-Katze mit der Gattung Prionailurus zeige, und sie gemeinsame Merkmale mit Prionailurus bengalensis, der Fischkatze (Prionailurus viverrinus) und der Flachkopfkatze (Prionailurus planiceps) aufweise; auch Affinitäten mit den Gattungen Pardofelis und Profelis seien nicht zu übersehen. Die Unterschiede sind jedoch nach seiner Ansicht so groß, dass eine Klassifizierung der Iriomote-Katze als eigenständige Art Prionailurus iriomotensis gerechtfertigt sei.
In den 1990er Jahren durchgeführte molekulargenetische Untersuchungen zeigten, dass sich die genetische Struktur von Iriomote-Katzen, Bengalkatzen und Amurkatzen unterscheidet; das Ausmaß der Unterschiede jedoch nur so groß sei, dass die Forscher die Klassifizierung der Iriomote-Katze als Unterart von Prionailurus bengalensis befürworteten.
Die Cat Specialist Group der IUCN ordnet die Iriomote-Katze in einer im Jahr 2017 veröffentlichten Revision der Katzensystematik der Bengalkatzenunterart Prionailurus bengalensis euptilurus zu. Sie bildet jetzt also keine eigenständige Unterart mehr. Sowohl DNA-Vergleiche als auch die Schädelmorphologie sprechen für eine Zuordnung zur Bengalkatze, die ähnliche Fellfarbe führte zur Zuordnung zu P. b. euptilurus.
Nach phylogeografischen Untersuchungen besiedelte die Population die Iriomote-Insel vermutlich vor etwa 90.000 Jahren vom südchinesischen Festland aus.

## Bedrohung und Schutz

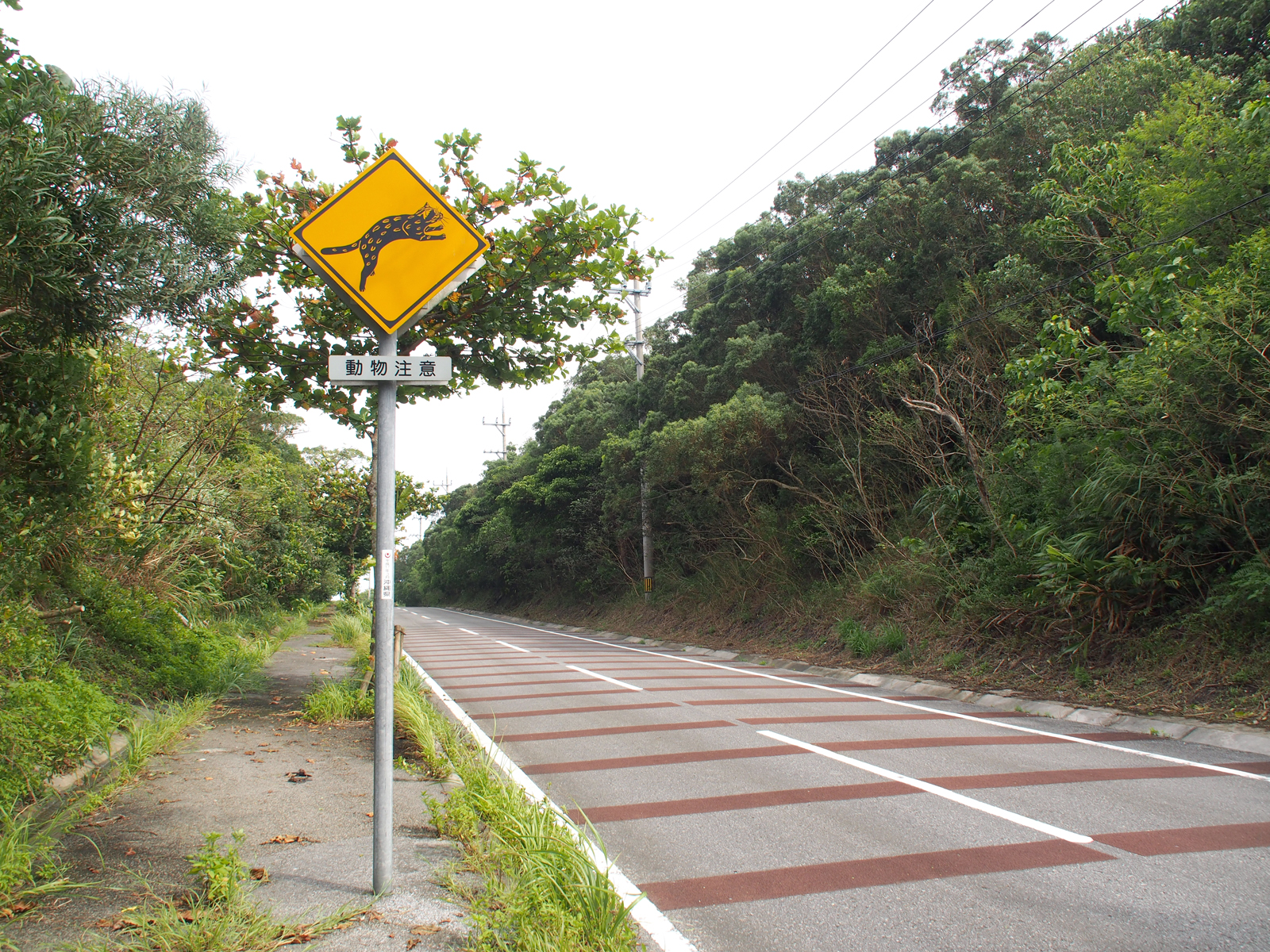
Warnhinweis auf Iriomote-Katzen an der Straße mit „Zebrastreifen“ und Gräben als Schutzmaßnahme

Die Population und das Verbreitungsgebiet der Katzen sind klein. Die Insel Iriomote umfasst nur 284 km². Die Population der Katzen wurde 1994 noch auf 99 bis 110 erwachsene Individuen geschätzt. Seither ist das von Iriomote-Katzen bevorzugte Habitat in der Umgebung von Feuchtgebieten in einem solchen Maße reduziert worden, dass die Population vermutlich noch kleiner geworden ist.
In der Roten Liste gefährdeter Arten der Weltnaturschutzunion IUCN wird sie als vom Aussterben bedroht (Critically Endangered) geführt, da die Population weniger als 250 erwachsene Katzen umfasst. Auch im Anhang II des Washingtoner Artenschutzübereinkommen wird die Iriomote-Katze genannt. Im Endangered Species Act der USA ist sie als gefährdet (endangered) aufgeführt.